# Lorlatinib
Lorlatinib, venut amb la marca Lorbrena als Estats Units, Canadà i Japó, i Lorviqua a la Unió Europea, és un medicament contra el càncer desenvolupat per Pfizer. És un inhibidor d'ALK i ROS1 administrat per via oral, dos enzims que tenen un paper en el desenvolupament del càncer.

## Usos mèdics
Lorlatinib està aprovat als EUA i a Europa per al tractament de segona o tercera línia del càncer de pulmó de cèl·lules no petites (NSCLC) metastàtic ALK-positiu. És l'únic inhibidor d'ALK amb activitat significativa contra la mutació ALK G1202R en càncer de pulmó.

## Contraindicacions
Lorlatinib no s'ha de combinar amb inductors forts (és a dir, activadors) dels enzims hepàtics CYP3A4 / 5 si es pot evitar, ja que s'han observat casos greus de toxicitat hepàtica en combinació amb l'inductor de CYP3A4/5 rifampicina.

## Efectes secundaris
Els efectes secundaris més freqüents en els estudis van ser colesterol alt en sang (84% dels pacients), triglicèrids sanguinis alts (67%), edema (55%), neuropatia perifèrica (48%), efectes cognitius (29%), fatiga (28%), augment de pes (26%) i efectes sobre l'estat d'ànim (23%). Els efectes secundaris greus van provocar una reducció de la dosi en el 23% dels pacients i la finalització del tractament amb lorlatinib en el 3% dels pacients.

## Interaccions
Lorlatinib és metabolitzat pels enzims CYP3A4/5. Per tant, els inductors de CYP3A4/5 com la rifampicina, la carbamazepina o l'herba de Sant Joan disminueixen les seves concentracions al plasma sanguini i poden reduir-ne l'eficàcia. A més, la combinació de lorlatinib amb rifampicina va mostrar toxicitat hepàtica en estudis. Els inhibidors d'aquests enzims com el ketoconazol o el suc d'aranja augmenten les concentracions plasmàtiques de lorlatinib, la qual cosa condueix a una major toxicitat. Lorlatinib també és un inductor (moderat) de CYP3A4/5, de manera que els fàrmacs que són metabolitzats per aquests enzims es descomponen més ràpidament quan es combinen amb lorlatinib. Alguns exemples inclouen el midazolam i la ciclosporina.
Les interaccions mitjançant altres enzims només s'han estudiat in vitro. Segons aquestes troballes, lorlatinib pot inhibir CYP2C9, UGT1A1 i diverses proteïnes de transport, induir CYP2B6 i probablement no té cap efecte rellevant sobre CYP1A2.

## Farmacologia

### Mecanisme d'acció

Lorlatinib es divideix en el metabòlit M8 (a dalt a l'esquerra), que representa el 21% de la substància circulant, i un metabòlit no detectat (entre parèntesis). Altres metabòlits de fase I es donen a la fila inferior. La majoria d'aquests metabòlits, així com la substància original, pateixen glucuronidació.

Lorlatinib és un inhibidor de la cinasa de molècula petita d'ALK i ROS1, així com d'altres quinases. És actiu in vitro contra moltes formes mutades d'ALK.

### Farmacocinètica
El fàrmac s'empassa en forma de pastilles. Aconsegueix les concentracions més altes en plasma sanguini 1,2 hores després d'una sola dosi, o 2 hores després de la ingestió quan es pren regularment. La seva biodisponibilitat absoluta és del 80,8%. La ingesta d'aliments grassos augmenta la seva disponibilitat en un 5%, cosa que no es considera clínicament significativa. Quan es troba al torrent sanguini, el 66% de la substància s'uneix a les proteïnes plasmàtiques. Lorlatinib és capaç de creuar la barrera hematoencefàlica.
Lorlatinib s'inactiva per oxidació, principalment per CYP3A4, i per glucuronidació, principalment per UGT1A4. Altres CYP i UGT tenen un paper menor. Lorlatinib i els seus metabòlits s'excreten amb una semivida de 23,6 hores després d'una dosi única; 47,7% a l'orina (del qual menys de l'1% en forma inalterada) i 40,9% a les femtes (9,1% sense canvis).